# Jules Gavarret
Louis Dominique Jules Gavarret (ou parfois Louis Denis Jules Gavarret) (né le 28 janvier 1809 à Astaffort en Lot-et-Garonne et mort le 30 août 1890 à Valmont) est un médecin français.

## Biographie
Il fait ses études à l’École Polytechnique, puis fait son service militaire comme officier d'artillerie. En 1833, il démissionne et commence ses études avec Gabriel Andral (1797-1876).
Il devient professeur de physique médicale à la Faculté de médecine de Paris. Il entre à l'Académie de Médecine le 31 août 1858 et en devient Président en 1882.
Il dirigera la revue Anthropologie.
Depuis 2016, la Maison de santé pluridisciplinaire d'Astaffort porte son nom,.

## Travaux
Gavarret est connu pour avoir systématisé et développé la méthodologie statistique en médecine à la suite des travaux de Pierre-Charles-Alexandre Louis (1787-1872). Son objectif était de faire de la médecine une science exacte, notamment en ce qui concerne le diagnostic, mais aussi de réfuter l'« approche inductive » qui prévalait à l'époque. Gavarret est un fervent partisan de la méthode statistique, et un précurseur de la médecine fondée sur les faits.
En 1840, Gavarret et Gabriel Andral furent les premiers à montrer que composition sanguine varie en fonction de l'état pathologique du sujet. Leurs recherches ont démontré l'importance de la chimie du sang comme moyen de confirmer un diagnostic.
D'autre part, dans la mesure où Andral fut un des premiers à s'intéresser à la mesure de la température des patients, Gavarret et lui réalisent pour la première fois en 1839 la description de 6 cas de fièvre intermittente.

## Distinctions
- Commandeur dans l'Ordre national de la Légion d'honneur le 11 juillet 1885.